# Echinocereus viereckii
Echinocereus viereckii  es una especie de la familia Cactaceae. Es endémica de Nuevo Leon y Tamaulipas  en México. Es una especie común que se ha extendido por todo el mundo.

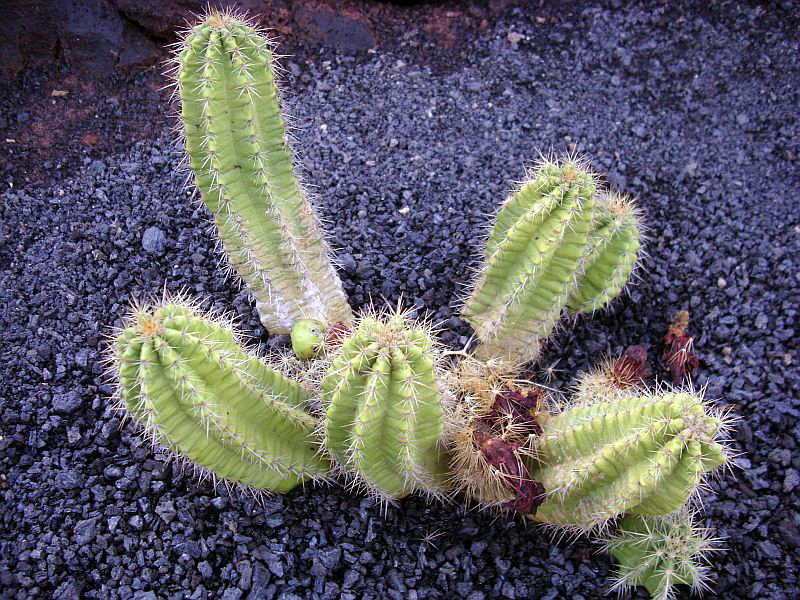
Vista de la planta

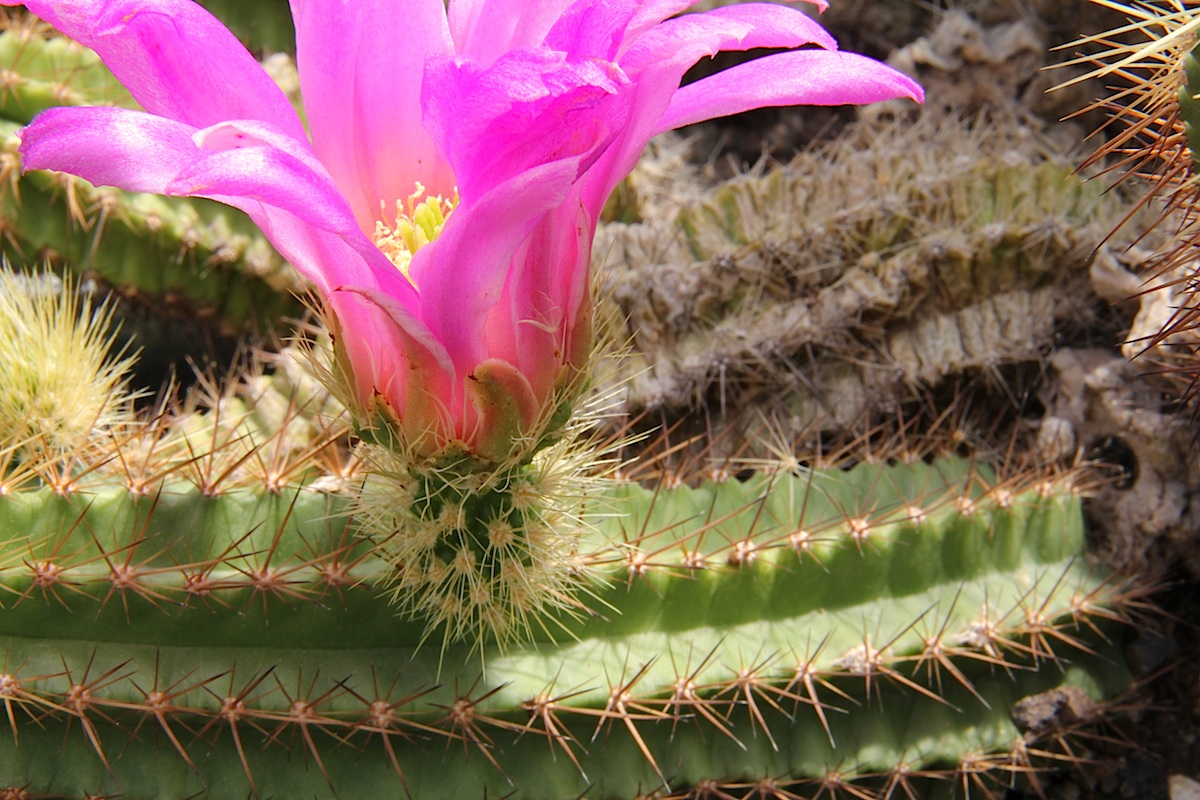
Planta con flor

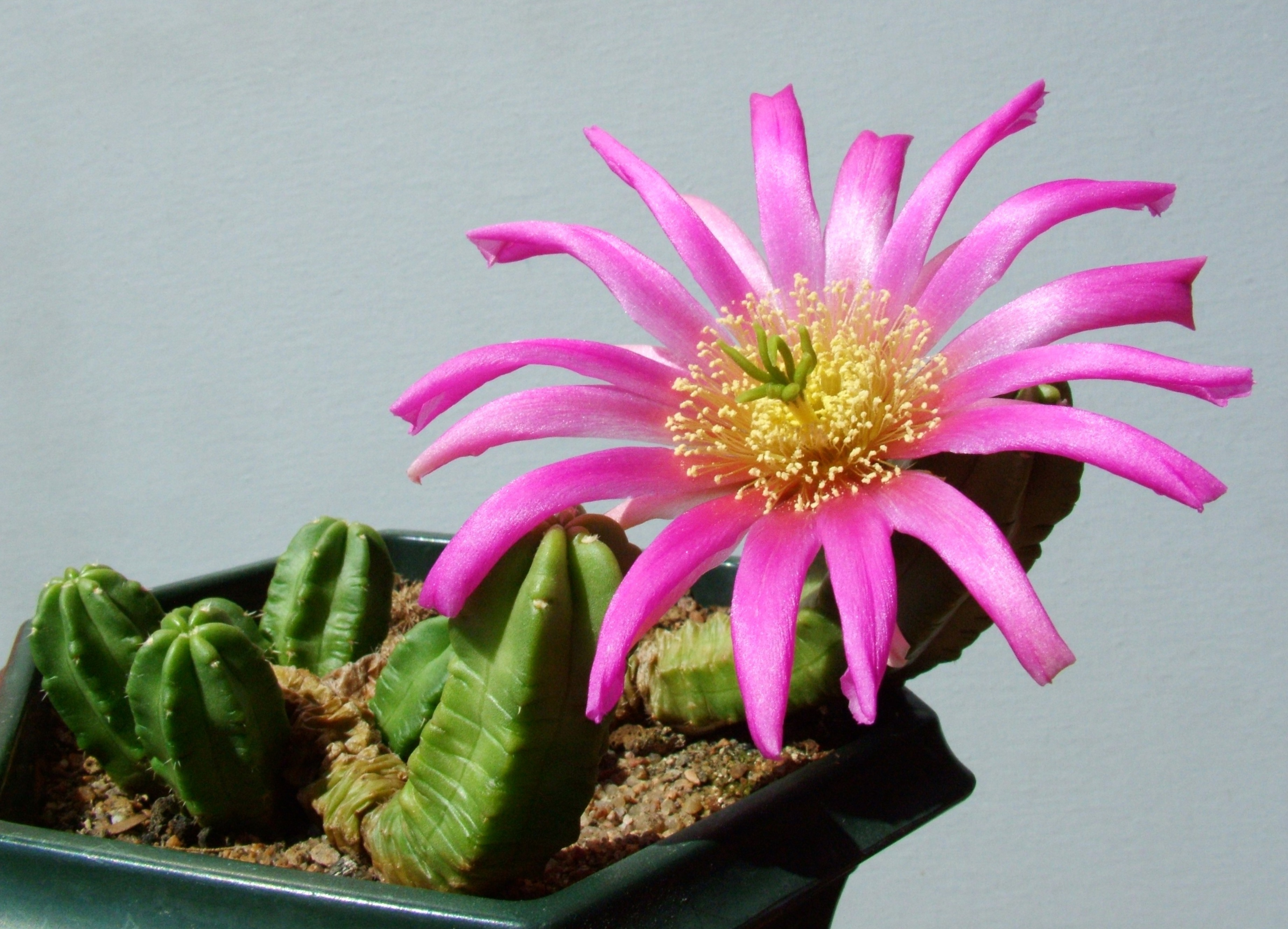
Echinocereus viereckii v.morricalli

## Descripción
Especie de aspecto columnar,  de crecimiento erecto o postrado. Se ramifica desde la base formando densos grupos de hasta 30 cm de alto con tallos de color verde brillante y de hasta 20 cm de largo por 4-4,5 cm de diámetro. Posee de 6a 9 cotillas tuberculadas. Las areolas tienen 7-9 espinas radiales de color amarillo pajizo que no superan los 2. cm de largo. Las flores, en forma de embudo, son de hasta 10 cm de diámetro y de color magenta.

## Taxonomía
Echinocereus viereckii fue descrita por Erich Werdermann y publicado en Kakteenkunde 1934: 188 1934.
Etimología
Echinocereus: nombre genérico que deriva del griego antiguo: ἐχῖνος (equinos), que significa "erizo", y del latín cereus que significa "vela, cirio", donde se refiere a sus tallos columnares erizados.
viereckii: epíteto otorgado en honor del botánico alemán Hans Wilhelm Viereck.
Variedades aceptadas
- Echinocereus viereckii var. morricalii (Ríha) N.P.Taylor[4]

Sinonimia
- Echinocereus viereckii subsp. huastecensis W.Blum, Mich.Lange & Rutow
- Echinocereus viereckii subsp. viereckii